# Bezprostřední knížectví
Bezprostřední knížectví nebo také imediátní knížectví je pojem používaný například pro slezská knížectví, kde vymřela původní linie knížat a vládu nad knížectvím tak převzal jejich lenní pán, tedy král český.
Prvním takovým knížectvím bylo Knížectví vratislavské, které se stalo bezprostředním v roce 1335. Postupem času se většina slezských knížectví stala bezprostředními a jako bezprostřední ukončila svou existenci, výjimkou bylo Opavské a Krnovské knížectví, která před a během třicetileté války získali Lichtenštejnové a udrželi si je až do roku 1918 (titulaturu však používají vládci Lichtenštejnska až dodnes).

## Seznam bezprostředních knížectví
- Břežské knížectví (1675–1742)
- Bytomské knížectví (1492–1498, 1621–1623)
- Hlohovské knížectví (1490–1491, 1498–1499, 1508–1742)
- Javorské knížectví (1392–1624, 1637–1742)
- Kozelské knížectví (1492–1509)
- Krnovské knížectví (1411–1421, 1490–1493, 1621–1622)
- Lehnické knížectví (1675–1742)
- Minsterberské knížectví (1428–1429, 1456, 1457–1465, 1569–1654)
- Namyslovské knížectví (1348–1356)
- Olešnické knížectví (1492–1495)
- Opavské knížectví (1511-1614)
- Opolské knížectví (1558–1597, 1598–1622, 1625–1645, 1666–1742)
- Stínavské knížectví (1490–1497, 1675–1742)
- Svídnické knížectví (1392–1624, 1637–1742)
- Těšínské knížectví (1653–1722)
- Volovské knížectví (1675–1742)
- Vratislavské knížectví (1335–1742)
- Zaháňské knížectví (1549–1552, 1601–1627, 1634–1646)